# Орвьетские анналы
Орвьетские анналы (лат. Annales Urbevetani) — фрагмент исторического сочинения, выполненного ок. кон. XV в. орвьетским каноником Томасом де Сильвестрис на основе более древних исторических записок. Охватывают период с 1161 по 1313 гг. Описывают события истории Италии.

## Издания
- Annales Urbevetani // MGH, SS. Bd. XIX. Hannover. 1866, p. 269—273[2].

## Переводы на русский язык
- Орвьетские анналы Архивная копия от 12 октября 2011 на Wayback Machine в переводе И. М. Дьяконова на сайте Восточной литературы